# Campionat Provincial de Lleida de tennis de taula per equips
El Campionat Provincial de Lleida de tennis de taula per equips fou una competició esportiva de tennis de taula, creada la temporada 1968-69. De caràcter anual, foren organitzats per la Federació Provincial de Tarragona de Tennis de Taula. Es consideren la continuació dels Campionats de Catalunya, després que la Federació Espanyola de Tennis de Taula dissolgué les federacions regionals i establís les provincials. Entre 1962 i 1982 es disputaren campionats provincials a Barcelona, Girona, Tarragona i Lleida. Els campions de cadascun dels campionats provincial tenien dret a competir al Campionat d'Espanya. Després de la restauració de la Federació Catalana de Tennis de Taula i dels Campionats de Catalunya la temporada 1982-83, es deixaren de celebrar.

## Historial
| (1) = Nombre de campionats Nota: Noms dels equips segons l'època |

| Edició                                            | Data    | Equip campió (M)    | Equip campió (F) | refs. |
| ------------------------------------------------- | ------- | ------------------- | ---------------- | ----- |
| fins 1961 es disputà el Campionats de Catalunya   |         |                     |                  |       |
| -                                                 | 1961-62 | N/D                 | N/D              | [ 3 ] |
| -                                                 | 1962-63 | N/D                 | N/D              | [ 3 ] |
| -                                                 | 1963-64 | N/D                 | N/D              | [ 3 ] |
| -                                                 | 1964-65 | N/D                 | N/D              | [ 3 ] |
| -                                                 | 1965-66 | N/D                 | N/D              | [ 3 ] |
| -                                                 | 1966-67 | N/D                 | N/D              | [ 3 ] |
| -                                                 | 1967-68 | N/D                 | N/D              | [ 3 ] |
| I                                                 | 1968-69 | A. Esplai (1)       | N/D              | [ 3 ] |
| II                                                | 1969-70 | AD Antorcha (1)     | A. Esplai (1)    | [ 3 ] |
| III                                               | 1970-71 | AD Antorcha (2)     | A. Esplai (2)    | [ 3 ] |
| IV                                                | 1971-72 | AD Antorcha (3)     | A. Esplai (3)    | [ 3 ] |
| V                                                 | 1972-73 | Din Don ED (1)      | N/D              | [ 3 ] |
| VI                                                | 1973-74 | Pan. Pampols (1)    | A. Esplai (4)    | [ 3 ] |
| VII                                               | 1974-75 | CD Huracanes (1)    | A. Esplai (5)    | [ 3 ] |
| VIII                                              | 1975-76 | CD Huracanes (2)    | N/D              | [ 3 ] |
| IX                                                | 1976-77 | AD Antorcha (4)     | N/D              | [ 3 ] |
| X                                                 | 1977-78 | AD Antorcha (5)     | N/D              | [ 3 ] |
| XI                                                | 1978-79 | AD Antorcha (6)     | N/D              | [ 3 ] |
| XII                                               | 1979-80 | AD Antorcha (7)     | Foment Pobla (1) | [ 3 ] |
| XIII                                              | 1980-81 | Impuls Vilanova (1) | N/D              | [ 3 ] |
| XIV                                               | 1981-82 | Impuls Vilanova (2) | CR Arbeca (1)    | [ 3 ] |
| des de 1983 es disputà el Campionats de Catalunya |         |                     |                  |       |